# St Breock
St Breock (en cornique, Nanssans) est un village et une paroisse civile au nord de la Cornouailles, en Angleterre. Dans le passé, l’orthographe « St Breoke » était aussi en usage.
Le village de St Breock est situé à 1,6 km au sud-ouest de Wadebridge, sur la pente orientale de la vallée boisée de Nansent, et est borné au nord par la rivière Camel. Lors du recensement de 2001, la population était de 703 habitants (et de 725 selon l’estimation faite en 2009). Avec Egloshayle, à l’est, il est l’une des deux paroisses dans lesquelles la ville de Wadebridge s’est développée.

## Église
L’église Saint-Breock ou Saint-Breocke, dédiée à saint Brioc (Briocus, Brieuc), initialement de forme cruciforme, remonte au XIIIe siècle, et est consacrée à St Briocus en 1259. Les bas-côtés, le transept sud et les porches sont des additions des XVe siècle et XVIe siècle, et l’église a été en grande partie reconstruite en 1677. Elle possède une tour crênelée avec un carillon de cinq cloches. Elle est située près d’un cours d’eau au fond de la vallée et de ce fait a été endommagée lors d’une importante inondation en 1965. 
La nef est plus longue qu’il n’est d’usage dans les églises paroissiales, peut-être une conséquence de ce que les évêques d’Exeter possédaient un manoir à proximité avant la Réforme anglicane. L’église contient plusieurs beaux monuments en hommage à des membres de la famille Tredeneck et un autre, daté de 1598, à un Prideaux-Brunes. L’orgue est dû au plus célèbre organiste et facteur d’orgues de l’époque victorienne, Henry Willis (en).
Seth Ward, avant de devenir évêque d'Exeter, puis de Salisbury eut brièvement la charge de l’église en 1662.

## Le monolithe de St Breock Downs
Le monolithe de St Breock Downs (en cornique Men Gurta) est un menhir préhistorique de 5 m de haut située près de St Breock. Il s’agit du plus grand et du plus lourd menhir de Cornouailles.

## Pawton Manor
Le domaine de Pawton Manor, à proximité de St Breock, était déjà établi pendant la période saxonne ; il était très vaste, s’étendant sur six paroisses entières et une partie de quatre autres. Il fut donné aux évêques de Sherborne par le roi Egbert de Wessex et resta à leurs successeurs jusqu’à ce qu’Henri VIII le récupère. En 1086, il y avait 44 hides de terre (de l’ordre de 400 hectares), pour 60 charrues, 40 villageois et 40 fermiers ; les pâturages occupaient 12 lieues carrées (376 km2), les bois 2 lieues carrées (46 km2). En 1925, on pouvait encore voir des restes du palais évéchial et du parc aux daims. Sur la colline dominant Pawton se trouve un large tertre avec des dolmens. À la ferme de Nanscowe on peut voir un pilier de pierre du Ve siècle ou du VIe siècle avec une inscription latine signifiant « Au fils d’Ulcagnus; et à Severus »,. Il héberge maintenant un terrain de chasse privé.

## Source
- (en) Cet article est partiellement ou en totalité issu de l’article de Wikipédia en anglais intitulé « St Breock » (voir la liste des auteurs).